# بانانال (سائو پائولو)
بانانال (به پرتغالی: Bananal) یک شهر و شهر و شهرداری در برزیل است که در ایالت سائو پائولو واقع شده‌است. بانانال ۶۱۶٫۴۳ کیلومتر مربع مساحت و ۱۰٬۷۷۵ نفر جمعیت دارد و ۴۵۴ متر بالاتر از سطح دریا واقع شده‌است.